# Živac
Živac (lat. nervus), dio je perifernoga živčanoga sustava, koga sačinjavaju snopovi produžetaka (aksona) živčanih stanica različitoga volumena i brojnosti. Osim toga u sastav živca ulaze i vezivne stanice, kolagena vlakna i krvne žile, koji se jednim imenom nazivaju endoneurijum. Oko živca se nalazi vezivni omotač epineurijum i od njega polaze vezivni izdanci koji grade perifascikularne omotače ili perineurijum.
Živci povezuju središnji živčani sustav s periferijom, tj. sa svim tkivima i organima. Aferentni živci donose signale (živčane impulse) u središnji živčani sustav, gdje se informacije obrađuju i odakle se šalju povratni signali preko eferentnih živaca u odgovarajuće strukture (mišiće, žlijezde, organe itd).
Na osnovu lokalizacije tijela živčanih stanica čiji aksoni grade živce, oni se dijele u dvije osnovne grupe:
- Mozgovni živci (lat. nervi craniales) kojih ima 13 pari, i
- Moždinski živci (lat. nervi spinales), kojih ima 31 par.

## Galerija
- Shema živčane stanice
- Živčani impuls
- Histološki presjek kroz živac